# Kabo Air
Kabo Air era uma companhia aérea charter nigeriana com sede em Cano, e baseada no Aeroporto Internacional Mallam Aminu Kano.

## História

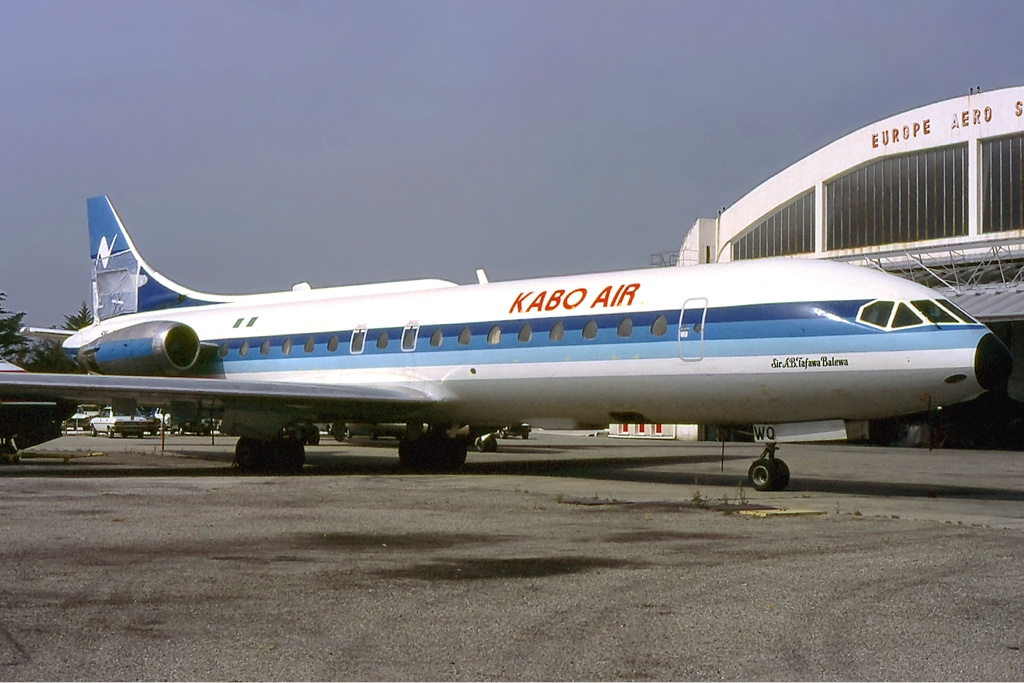
Um ex-Sud Aviation Caravelle da Kabo Air em 1985

A Kabo Air foi fundada em fevereiro de 1980 pelo Dr. Alhaji Muhammadu Adamu Dankabo e iniciou suas operações em abril de 1981. Atualmente é propriedade integral da Kabo Holdings.
A Kabo Air originalmente operava serviços fretados especiais para entidades corporativas, executivos e funcionários do governo. A empresa parou de operar serviços domésticos em 2001, quando se concentrou exclusivamente em voos Haje e fretamentos internacionais. No entanto, em 2009, a companhia aérea recebeu aprovação para iniciar os serviços regulares internacionais. Direitos de tráfego foram concedidos à Kabo Air para operar serviços regulares para Roma, Nairóbi e N'Djamena, mas não foram usados. A companhia aérea operou voos regulares de Kano para Abuja, Cairo, Dubai e Jeddah por um curto período.
A Kabo Air atendeu aos requisitos estabelecidos pela Autoridade de Aviação Civil da Nigéria (NCAA) para recapitalização em maio de 2007.
Em 3 de março de 2017, os escritórios da Kabo Air foram lacrados pelo Serviço da Receita Federal Federal da Nigéria devido a obrigações fiscais não pagas. Foi relatado que a Kabo Air deve mais de 149 milhões de nairas nigerianas (aprox. US- $ 460.000) em impostos.

## Frota

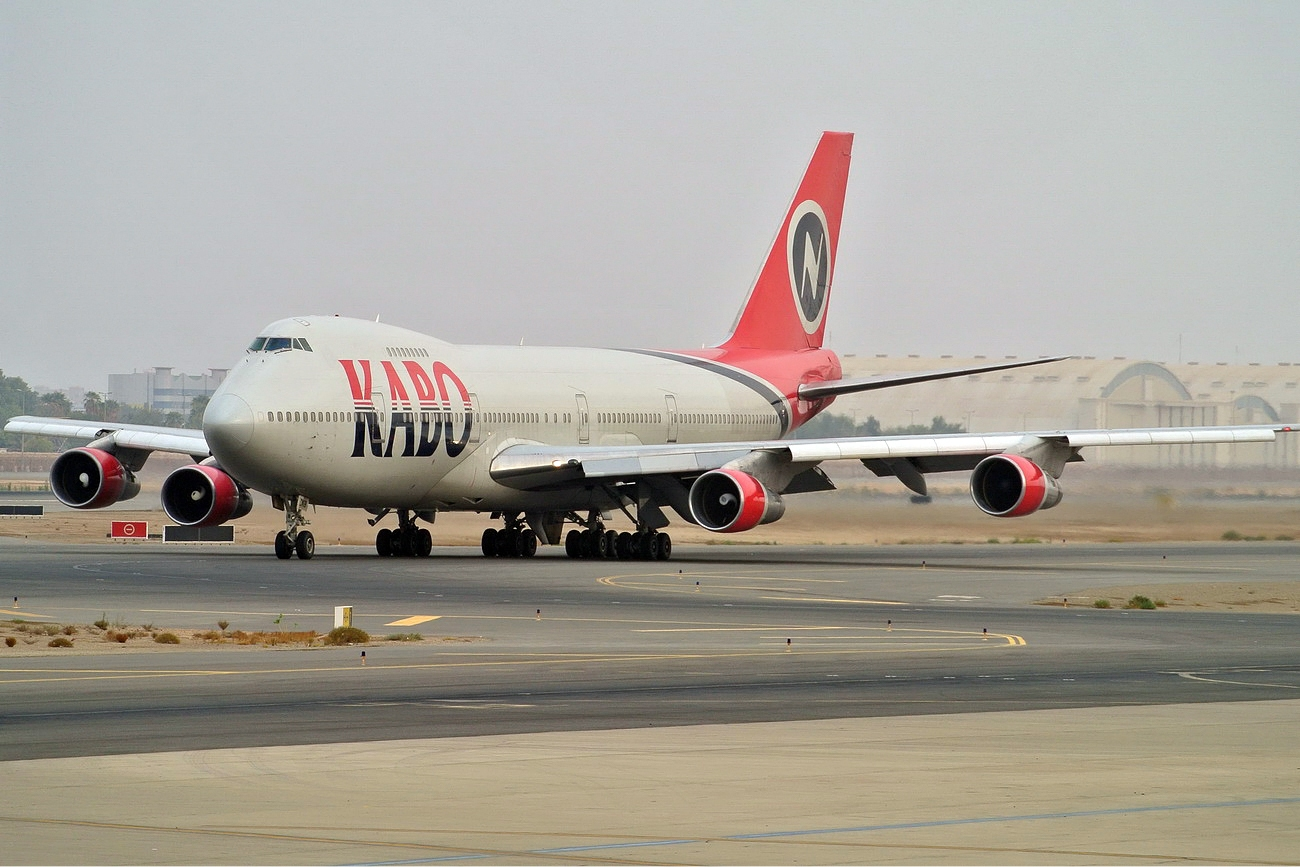
Um Boeing 747-200 da Kabo Air aposentado em 2012

Em agosto de 2019, a frota da Kabo Air consistia nas seguintes aeronaves:
| Aeronaves      | Total | Notas |
| -------------- | ----- | ----- |
| Boeing 747-400 | 1     |       |
| Total          | 1     |       |